# آرشي أوسبورن
آرشي أوسبورن (بالإنجليزية: Archie Osborne)‏ هو مدرب كرة قدم ولاعب كرة قدم بريطاني (وحمل سابقاً جنسية المملكة المتحدة لبريطانيا العظمى وأيرلندا) في مركز الوسط، ولد في 1868 في أناركشاير في المملكة المتحدة، وتوفي في 1913. لعب مع نوتس كاونتي.